# Matt Leinart
Matthew Stephen Leinart (Santa Ana, 11 maggio 1983) è un ex giocatore di football americano statunitense che ha giocato nel ruolo di quarterback nella National Football League (NFL). Fu scelto dagli Arizona Cardinals come decimo assoluto nel Draft NFL 2006. Al college giocò a football a USC con cui vinse il prestigiosissimo Heisman Trophy, il massimo riconoscimento individuale a livello universitario.

## Carriera universitaria
Dal 2003 al 2005 giocò con i USC Trojans nella Pac-10 ora Pac-12, totalizzando ben 32 touchdown su ricezione. Apparì 15 volte sulla leaderboard dei top 10 giocatori di tutta la NCAA.
2003
- Vincitore del Pac-10 Offensive Player of the Year
- 6º nell'Heisman Trophy con 127 punti

2004
- Vincitore dell'Heisman Trophy con 1.325 punti
- Vincitore del Player of the Year Award secondo la Associated Press
- Vincitore del Walter Camp Player of the Year Award (miglior giocatore della NCAA)
- Consensus All-America
- Vincitore del Manning Award (miglior quarterback della NCAA)
- Vincitore del Pac-10 Offensive Player of the Year

2005
- 3º nell'Heisman Trophy con 797 punti
- Vincitore del Johnny Unitas Golden Arm Award (miglior quarterback nel suo anno da senior)

## Carriera professionistica

### Arizona Cardinals
Leinart, considerato uno dei migliori prospetti del Draft 2006, fu scelto come decimo assoluto dai Cardinals. Dopo una lunga trattativa contrattuale, Leinart il 14 agosto 2006 firmò un contratto di sei anni del valore di 51 milioni di dollari, diventando l'ultimo giocatore scelto nel draft a firmare il proprio contratto e questo poco dopo che l'allenatore Dennis Green disse di aver perso la pazienza. Malgrado la firma tardiva, Leinart giocò il secondo quarto di una partita della preseason il 19 agosto contro i New England Patriots.
Durante la quarta settimana della stagione, fonti non ufficiali annunciarono che Leinart avrebbe preso il posto di quarterback titolare a causa della prestazione negativa di Kurt Warner nella gara precedente. Durante la settimana, coach Green tenne una conferenza stampa appositamente per dichiarare che Leinart sarebbe partito titolare nella partita successiva. Matt lanciò due passaggi da touchdown nella sua prima partita come titolare.
L'8 ottobre contro i Chicago Bears che arrivavano da un record di 5-0, Leinart lanciò due passaggi da touchdown nel primo tempo ma i Bears rimontarono nel secondo tempo e vinsero 24-23.
Il 12 novembre realizzò il suo primo touchdown su una corsa di 3 yard contro i Dallas Cowboys.
Nella gara del 26 novembre, egli stabilì il record NFL per un rookie passando 405 yard (ora superato da Cam Newton) nella sconfitta 6-10 contro i Minnesota Vikings. Il suo passer rating fu di 74,0. Matt soffrì una slogatura alla spalla del braccio sinistro (quello usato per lanciare) durante un sack di Roderick Green, nella vittoria del 24 dicembre contro i San Francisco 49ers. In 11 gare da titolare, Leinart lanciò per 2.547 yard 11 touchdown e 12 intercetti, con un record di 4 vittorie e 7 sconfitte.
Leinart aprì la stagione 2007 nel Monday Night Football contro i San Francisco 49ers come quarterback titolare. Dopo diversi quarti in cui l'attacco si dimostrò improduttivo, l'allenatore capo Whisenhunt iniziò ad inserire Warner come quarterback occasionale. Il 7 ottobre 2007, Leinart subì una frattura ad una vertebra dopo aver subito un sack dal linebacker dei St. Louis Rams Will Witherspoon. Tre giorni dopo fu posto in lista infortunati terminando la sua stagione. Nelle sue due prime stagioni nella NFL, Leinart soffrì due infortuni che posero fine anzitempo alle sue annate. Con Warner in cabina di regia per il resto della stagione, i Cardinals risorsero vincendo 5 delle ultime 8 gare. In 11 partenze da titolare nel 2007, Warner completò 281 passaggi su 451 tentativi (62,3%) per 3.417 yards, 27 touchdown, 17 intercetti e un passer rating di 89,8.
Nella seconda stagione di Leinart con Arizona, egli partì dall'inizio in 5 gare completando il 53,6% dei suoi passaggi (60/112) e lanciò per 647 yard, 5,8 yard per tentativo, 2 touchdown e 4 intercetti. Il suo passer rating fu di 61,9.
Nella preseason 2008, dopo essersi ripreso dall'infortunio, a Leinart fu riconsegnato il posto da titolare ma questa fase ebbe vita breve a causa delle ottime prestazioni di Warner nel training camp. Alla fine, dopo che Leinart lanciò 3 intercetti in pochi minuti nella terza gara di preseason contro gli Oakland Raiders, Kurt Warner fu nominato titolare nella gara di debutto. Leinart nel 2008 giocò solo un numero limitato di snap come riserva di Warner. Nella stagione 2008, egli completò 15 passaggi su 29 (51,7%), un touchdown, un intercetto e un 80,2 di passer rating.
Nel 2009, Leinart continuò il suo ruolo di riserva di Warner, il quale giocò da titolare tutte le gare della stagione tranne una.
Nel 2010, si pensò che Leinart sarebbe divenuto titolare dopo il ritiro di Warner; nel training camp invece gli fu preferito Derek Anderson. I Cardinals svincolarono Leinart il 4 settembre, due giorni prima dell'ultima gara di preseason, in favore di Anderson e dei rookie Max Hall e John Skelton.

### Houston Texans
Il 6 settembre 2010 Leinart firmò un contratto annuale per 630.000 dollari come backup di Matt Schaub agli Houston Texans. Schaub giocò come titolare tutte le gare della stagione nel 2010 e Leinart non mise mai piede sul terreno di gioco.
Durante la preseason 2011, malgrado speculazioni che avrebbe firmato per i Seattle Seahawks, allenati dall'ex allenatore al college di Leinart Pete Carroll, alla fine il 29 luglio firmò un nuovo contratto di due anni per 5,5 milioni. Nella settimana 10, Schaub si infortunò al piede destro e Leinart diventò il QB titolare. Il 27 novembre contro i Jacksonville Jaguars si infortunò egli stesso ad una vertebra nel corso del primo tempo e fu sostituito dal rookie QB T.J. Yates. A quel punto della carriera, Leinart soffrì tre infortuni che posero fino alle sue stagioni (2006, 2007, 2011).

### Oakland Raiders
Dopo aver concluso il 13 maggio il suo contratto Leinart diventò free agent e il 1º maggio firmò un contratto annuale per 700.000 dollari. Nella 16a settimana contro i Carolina Panthers scese in campo per sostituire l'infortunato Carson Palmer, subendo un intercetto e non disputando una buona prestazione.

### Buffalo Bills
Il 25 agosto 2013, dopo gli infortuni che colpirono i quarterback EJ Manuel e Kevin Kolb, Leinart firmò coi Buffalo Bills. Dopo aver disputato la quarta e ultima gara di pre-stagione, il 30 agosto fu svincolato.

## Statistiche
Stagione regolare
| 2006 | Arizona Cardinals | 12 | 74.0  | 377 | 214 | 56.8 | 2,547 | 11 | 12 | 22 | 49 | 2 |
| 2007 | Arizona Cardinals | 5  | 61.9  | 112 | 60  | 53.6 | 647   | 2  | 4  | 11 | 42 | 0 |
| 2008 | Arizona Cardinals | 4  | 80.2  | 29  | 15  | 51.7 | 264   | 1  | 1  | 4  | 5  | 0 |
| 2009 | Arizona Cardinals | 8  | 64.6  | 77  | 51  | 66.2 | 435   | 0  | 3  | 9  | -6 | 0 |
| 2011 | Houston Texans    | 2  | 110.1 | 13  | 10  | 76.9 | 57    | 1  | 0  | 1  | -1 | 0 |
| 2012 | Oakland Raiders   | 2  | 44.4  | 33  | 16  | 48.5 | 115   | 0  | 1  | 0  | 0  | 0 |
|      | Totale            | 31 | 70.2  | 641 | 366 | 57.1 | 4.065 | 15 | 21 | 46 | 90 | 2 |
|      |                   |    |       |     |     |      |       |    |    |    |    |   |

## Vittorie e premi
Nessuno.

## Vita privata
Dal maggio del 2018 è sposato con l'attrice Josie Loren, da cui ha avuto due figli.